# Settimia Caccini
Settimia Caccini, née le 6 octobre 1591 et morte vers 1638, est une compositrice et chanteuse italienne. Elle est la plus jeune fille du compositeur Giulio Caccini et de la chanteuse Lucia Gagnolanti. Sa mère meurt alors que Settimia est très jeune. Elle est la sœur de Francesca Caccini, également chanteuse et compositrice, et du chanteur Pompeo Caccini.